# Visible Noise

Logo von Visible Noise

Visible Noise ist ein britisches Independent-Label, das 1998 von der ehemaligen Cacophonous-Records-Managerin Julie Weir mit dem Ziel, britische Rockmusik bekannter zu machen, gegründet wurde. Laut Weir geben die Menschen amerikanischen Bands viel mehr Aufmerksamkeit als britischen Bands.

## Bands

### Aktuell unter Vertrag
- Brides
- Bring Me the Horizon
- The Dead Formats
- The Odessa Trail
- Lostprophets
- Outcry Collective
- The Plight
- Your Demise

### Ehemals unter Vertrag
- Bullet for My Valentine
- Burn Down Rome
- Cry for Silence
- Days of Worth
- Devil Sold His Soul
- Fireapple Red
- Kilkus
- Kill II This
- Labrat
- The Legacy
- Miss Conduct
- Number One Son
- Primary Slave
- The Stupids